# Mostra Internacional de Filmes de Montanha
A Mostra Internacional de Filmes de Montanha foi uma mostra de cinema criada em 2001 pelo montanhista Alexandre Diniz. Fazia parte da World Tour do Banff Mountain Film Festival, o mais importante festival canadense de filmes de montanha do mundo, trazendo as melhores produções internacionais sobre filmes de montanha, esportes de aventura, natureza, cultura de montanha e histórias de aventureiros apaixonados pela vida ao ar livre. Foi o primeiro festival do gênero no Brasil.  
Em 2013, passa a se chamar Rio Mountain Festival, recebendo inscrições do mundo inteiro para participar da mostra competitiva e concorrer ao troféu Corcovado em diversas categorias. Acontece todos os anos, no mês de outubro, na cidade do Rio de Janeiro.